# La Carlota (Espagne)
Pour les articles homonymes, voir La Carlota.
La Carlota est une ville d’Espagne, dans la province de Cordoue, communauté autonome d’Andalousie.

## Géographie
La Carlota est située au sud de Cordoue, dans la vallée du Guadalquivir, près de la frontière avec la province de Séville. Située dans une zone propre à l'agriculture (prenant le nom générique espagnol de campiña), la région possède un relief de pentes douces et ondulatoires. Son climat est normal pour le sud de l'Espagne, avec des précipitations annuelles supérieures à 600mm et des températures très hautes en été et modérée en hiver.

## Histoire
Fondée en 1767, par le roi Charles III dans le but de coloniser certaines zones jusque-là peu denses de la vallée du Guadalquivir et de la Sierra Morena. Cet effort de peuplement donne lieu à la création de l'intendance dite des Nuevas poblaciones, dont font partie les paroisses de La Carlota, La Luisiana, Fuente Palmera et San Sebastián de los Ballesteros. L'objectif cette colonisation était d'une part de peupler cette vallée à fin d'y faire diminuer le brigandage sur ses routes et de l'autre d'exploiter les terres arables jusque là sous-utilisées de la région. Les architectes de cette colonisation sont les administrateurs Campomanes et Pablo de Olavide
Le recrutement des colons est confié au Bavarois Johann Kaspar Thürriegel. Ceux-ci sont principalement des catholiques allemands et flamands, ainsi que des Catalans et des Valenciens. Sur les 6000 colons initiaux, environ 1600 s'établissent à La Carlota.